# 秦致貞
秦 致貞（はた の むねさだ/ちてい、生没年不詳）は、平安時代後期に活躍した画家である。名は致真（むねざね）ともされる。

## 経歴・人物
出身地については不明だが、致貞が描いたとされたとされる作品が所蔵している法隆寺には摂津に住んでいたと記録されている。1069年（延久元年）に法隆寺において絵殿が建立された際には、日本で現存する最古の聖徳太子の伝記作品として障子絵である『聖徳太子絵伝』を描いたとされている。
また同じく法隆寺に所蔵されている円快が制作した「聖徳太子童形像」の彩色にも携わったとされ、後に14世紀に編纂された『嘉元記』や『法隆寺別当次第』等には致貞と同一人物とされている「致真」の名が刻まれている。